# Амвросий (Подобедов)
Митрополи́т Амвро́сий (в миру Андрей Иванович Подобедов; 30 ноября 1742, погост Стогово, Переслав-Залесская провинция, Московская губерния — 21 мая 1818, Новгород) — епископ Православной Российской церкви, митрополит Новгородский и Олонецкий. Первенствующий член Святейшего правительствующего синода.

## Биография
Родился в семье священника храма Святителя Николая Чудотворца в погосте Стогово Переслав-Залесской провинции Московской губернии (ныне село Малинники Сергиево-Посадского района Московской области) Иоанна Семёновича Подобедова и его жены Наталии Алексеевны; с 1757 года обучался в Троицкой семинарии (на территории Троице-Сергиевой лавры); по окончании курса обучения в 1765 году был оставлен в семинарии. С 17 ноября 1765 года назначен катехизатором и библиотекарем; с 25 июня 1767 года — преподавателем низшего латинского (грамматического) класса.
12 февраля 1768 года принял монашеский постриг и был переведён в московскую Славяно-греко-латинскую академию на должность второго проповедника; с 5 сентября 1771 года — префект академии. Ректором Академии  (с 1770-1774 г.) был Феофилакт (Горский) . С 1773 года — профессор богословия.
18 августа 1774 года назначен ректором академии с возведением в сан архимандрита Заиконоспасского монастыря.
5 июня 1778 года хиротонисан во епископа Севского архиепископами Гавриилом (Петровым) и Платоном (Левшиным). В октябре 1778 года организовал Севскую духовную семинарию.
25 апреля 1781 года переведён в Крутицкую епархию. При нём в Белёве и Пафнутьево-Боровском монастыре были по указу Синода закрыты духовные семинарии и открыты духовные училища.
С 27 марта 1785 года — архиепископ Казанский и Свияжский. Поднял уровень преподавания в Казанской духовной семинарии так, что в 1797 году она была преобразована в Казанскую духовную академию.
В 1795 году был вызван в Санкт-Петербург для присутствования в Святейшем синоде.
С 16 октября 1799 года, по увольнении митрополита Гавриила (Петрова) от управления Петербургской епархией, был назначен архиепископом Санкт-Петербургским, Эстляндским и Выборгским; 19 декабря 1800 года в его ведение была включена также и Новгородская епархия; с 10 марта 1801 года — митрополит Новгородский, Санкт-Петербургский, Эстляндский и Выборгский (впоследствии, после присоединения Финляндии, — «Финляндский» вместо «Выборгский»). Как первоприсутствующий в Синоде, был в конфликте с обер-прокурором Синода Александром Яковлевым, добился его увольнения за превышение полномочий, законодательно закреплённых за должностью обер-прокурора.
При нём в 1811 году была упразднена автокефалия Грузинской православной церкви, с её предстоятеля Антония II (Багратиони) снят сан Католикоса-Патриарха, и грузинское духовенство оказалось в зависимости от Святейшего синода.
15 сентября 1811 года освятил Казанский собор в Санкт-Петербурге (ставший кафедральным).
За успешные труды по реформированию духовного образования в 1814 году первым в России получил от Комиссии духовных училищ звание почётного доктора богословия.
26 марта 1818 года по прошению был освобождён от управления Санкт-Петербургской епархией с оставлением митрополитом Новгородским и Олонецким. 6 апреля получил увольнение на покой. 6 мая приехал в Великий Новгород.
Скончался 21 мая 1818 года; погребён в Софийском соборе, в приделе святого Иоанна Предтечи.
При его деятельном участии совершено преобразование духовно-учебных заведений в России: был членом Высочайше утверждённого 29 ноября 1807 года Комитета о усовершении духовных училищ (наряду с Александром Голицыным, Михаилом Сперанским, Феофилактом (Русановым), Иоанном Державиным и другими), который в 1808 году представил на Высочайшее утверждение план под названием «Доклад Комитета о усовершении духовных училищ, и начертание правил о образовании сих училищ и содержании духовенства при церквах»; в июне того же года вошёл в состав постоянного органа — Комиссии духовных училищ.
В конце жизни добился открытия викариатства в Санкт-Петербургской епархии. Его викарием с титулом «епископ Ревельский» в августе 1817 года стал Филарет (Дроздов), к которому он весьма благоволил. Пытался противостоять деятельности обер-прокурора Синода князя Александра Голицына, покровительствовавшего христианскому мистицизму и протестантизму.

## Награды
О заслугах митрополита Амвросия (Подобедова) свидетельствуют полученные им награды и отличия:
- Орден Святого Александра Невского (1796)
- Большой крест ордена Святого Иоанна Иерусалимского (1798) с бриллиантовыми знаками (1801)
- Орден Святой Анны 1-й степени (1799)
- Орден Святого апостола Андрея Первозванного (1799) с бриллиантовыми знаками (1804)[17]
- Орден Святого Владимира 1-й степени (1808) — за успешное окончание дел Комитета, учрежденного для образования духовных училищ
- многочисленные кресты и панагии.

## Труды
- Слово, сказыванное при погребении преосвященного Амвросия, архиепископа Московского и Калужского. — М.: Тип. Моск. ун-та, 1771; СПб.: Тип. АН, 1771.
- Rede bey der Beerdigung Sr. Hochwürden des Herrn Ambrosii, Erzbischofs von Moscau und Kaluga : (gehalten im Donschen Closter den 4ten Oct. 1771) / (Nach dem in Moscau gedruckten Rußischen Original übersetzt vom Hofrath Chr. Fr. Völckner). — Riga, 1771. (нем.)
- Слово на годищном поминовении преосвященного Амвросия, убиенного архиепископа Московского и Калужского, сказыванное Московской академии префектом и философии профессором иеромонахом Амвросием в ставропигиальном Донском монастыре сентября 15 дня 1772 года. — М., 1772.
- Положения метафизическия для публичнаго словопрения предложенныя, которыя Святейшаго правительствующаго синода конторы членам, преосвященнейшим Самуилу епископу крутицкому и Геннадию епископу суздальскому, наук попечителям изящнейшим и благотворителям особенным во оных упражняющимся / В доказательство глубочайшаго почитания с подобающим уничижением посвящает и приносит Московской академии префект и философии профессор иеромонах Амвросий. — [М.] : Typis Universitatis Caesareae Moscuensis, 1773.
- Слово на высокоторжественный день рождения… имп. Екатерины Алексеевны, самодержицы Всероссийския, говоренное в Москве в Успенском соборе Московской академии префектом и священной богословии учителем иеромонахом Амвросием апреля 21 дня, 1774 года. — М.: Печ. при Имп. Моск. ун-те, 1774.
- Слово при погребении генерала-аншефа, и обоих российских орденов кавалера Иоанна Феодоровича Глебова, преставльшагося июня 13 1774 года сказыванное Московской академии префектом иеромонахом Амвросием тогож июня 15 дня. — М.: Печ. при Имп. Моск. ун-те, 1774.
- Действие богословское состязательное в Московской славено-греко-латинской академии имеющее быть июля 11 дня, 1774 года. — [М.] : Typis Universitatis caesareae Moscuensis, 1774.
- Слово в день Преображения господня. — М.: Унив. тип., 1774.
- Слово в высокоторжественный день воспоминания коронации ея императорскаго величества, великия государыни императрицы Екатерины Вторыя самодержицы всероссийския, Говоренное в Москве в Успенском соборе Ставропигиальнаго Заиконоспаскаго монастыря архимандритом и Московской академии ректором Амвросием сентября 22 дня, 1774 года. — [М.]: Печ. при Имп. Моск. ун-те, 1774.
- Слово в день святых апостол Петра и Павла. С. 1-10. Речь благодарственная ея императорскому величеству, говоренная Амвросием епископом Севским и Брянским, при посвящении ево во епископа, которое совершалось в присудствии ея императорскаго величества и их императорских высочеств июля 5 дня, 1778 года, в Троицкой пустыне, что по Петергофской дороге. С. 11—15. — [СПб.: Тип. Акад. наук, 1778.] — 2-е изд.: [М.: Унив. тип., 1778]
- Речь, говоренная Святейшаго правительствующаго синода членом преосвященнейшим Амвросием архиепископом Казанским и Свияжским в С. Петербурге в придворной церкве 30 декабря 1795 года. — [Б. м., 1795].
- Речь говоренная Святейшаго правительствующаго синода членом преосвященнейшим Амвросием, архиепископом Казанским и Свияжским, в Царском селе 6 июля 1796 года. — [Б. м., 1796].
- Слово в высокоторжественный день коронации ея императорскаго величества, Екатерины II. Говоренное в Большой придворной церкве при высочайшем присутствии ея императорскаго величества и их императорских высочеств, синодальным членом, Амвросием архиепископом Казанским. Сентября 22 дня, 1796 года. — СПб.: При Корпусе чужестранных единоверцов, [1796].
- Речь его императорскому величеству в высокоторжественный день коронации. Говорена 5 апреля 1799 года, в Большой придворной церкви, Святейшаго синода членом Амвросием архиепископом Казанским, и Орденов Святых, Апостола Андрея Первозваннаго, Благовернаго Князя Александра Невскаго и Иоанна Иерусалимскаго Большаго Креста Кавалером. — СПб.: Имп. тип., 1799.
- Руководство к чтению Священного Писания Ветхого и Нового Завета. — М., 1779 (второе издание называлось Краткое руководство к чтению книг Ветхого и Нового Завета. — М., 1803, 1811, 1826, 1835, 1840; К., 1781 (на цер.-слав. яз.), 2-е изд. испр. — К., 1823. Часть 1. Часть 2.)
- Собрание поучительных слов, говоренных в разное время, 3 части. — М., 1810; 1816; 1825.
- Речь на освящении медалей, говоренная Преосвященным Амвросием Митрополитом Новгородским и Санкт-Петербургским, 30 августа 1813 года в Александро-Невской лавре // Сын отечества. — № 41. — 1813.
- Молитвы для чтения в больницах поутру и вечером, введены в употребление с 1814 г.

«Слово», произнесённое им 4 октября 1771 года в московском Донском монастыре на погребении архиепископа Амвросия (Зертис-Каменского), сделало его имя известным за границей: оно было переведено Иоганном Рейхелем на немецкий язык и напечатано в «Гамбургских ведомостях», а затем появилось в переводе на французский язык.